# À la une du New York Times
Pour plus de détails, voir Fiche technique et Distribution.
À la une du New York Times (Page One: Inside the New York Times) est un film documentaire américain réalisé par Andrew Rossi et sorti en 2011. Il a été projeté pour la première fois lors de la 27e édition du festival du film de Sundance, qui a lieu en janvier 2011.
Le documentaire plonge durant une année dans le quotidien du journal américain The New York Times, dans un contexte de crise de la presse écrite et de montée du média Internet. Le réalisateur Andrew Rossi a suivi le fonctionnement du département « média » du journal, à travers le parcours d'une de ses figures éminentes et atypiques, l'éditorialiste David Carr,. Le documentaire devait à l'origine être consacré exclusivement à la personnalité de David Carr.

## Fiche technique
- Titre : À la une du New York Times
- Titre original : Page One: Inside the New York Times
- Réalisation : Andrew Rossi
- Scénario : Kate Novack et Andrew Rossi
- Musique : Paul Brill
- Photographie : Andrew Rossi
- Montage : Chad Beck, Christopher Branca et Sarah Devorkin
- Production : David Hand, Alan Oxman et Adam Schlesinger
- Société de production : Participant Media et History Films
- Société de distribution : Pretty Pictures (France) et Magnolia Pictures (États-Unis)
- Pays :  États-Unis
- Genre : Documentaire
- Durée : 92 minutes
- Dates de sortie : 
  -  États-Unis : 17 juin 2011
  -  France : 23 novembre 2011